# Ivan Jurić (povjesničar)
Dr. Ivan Jurić (Momići kraj Metkovića, 22. listopada 1932. – Split, 25. ožujka 2021.), bio je hrvatski povjesničar i pedagog.

## Životopis
Obrazovanje je započeo u rodnom mjestu, a nižu je realnu gimnaziju pohađao u Metkoviću. Učiteljsku školu završio je u Kninu 1952., Višu pedagošku školu u Splitu 1962. Od 1952. godine službovao je kao učitelj u Vidu, Novim Selima, Krvavcu i Kuli Norinskoj. Godine 1962. diplomirao je povijest i zemljopis na Višoj pedagoškoj akademiji u Splitu, a na Filozofskom fakultetu u Zadru diplomirao je povijest i pedagogiju. Magistrirao je 1982. na Filozofskom fakultetu u Zadru s temom "Uloga trgovine u razvoju luke i trgovišta Metković 1850. – 1918."
Bio je aktivan član Matice hrvatske od 1957., sudjelovao je u osnivanju ogranka u Metkoviću 1970. čiji je bio prvi predsjednik do 1971. Radni vijek provodi predajući povijest kao srednjoškolski profesor u Metkoviću. Godine 1993. odlazi u mirovinu nakon četrdeset godina rada. Nakon umirovljenja dobiva zvanje profesora mentora, dok mu umirovljenje omogućava da nastavi nesmetano s istraživačkim radom. Godine 2004. obranio je doktorsku disertaciju iz povijesti na temu "Donje Poneretavlje između dva svjetska rata (1918. – 1941.)".
Dobitnik je Nagrade grada Metkovića (1994.) i Dubrovačko-neretvanske županije (1995.), godišnje Nagrade "Ivan Filipović" (1996.), te Nagrade grada Metkovića za životno djelo (2014.)
Bio je dragovoljac Domovinskoga rata te pričuvni časnik Hrvatske vojske. Bio je i glavni i odgovorni urednik Ratnog Neretvanskoga vjesnika, glasila obrane Općine Metković i Biltena 116. brigade HV. Dobitnik je Spomenice Domovinskoga rata 1990/1991. i odličja Red hrvatskoga trolista. Bio je član Hrvatskoga žrtvoslovnog društva.

## Djela
- Prošlost Metkovića od najstarijih vremena do danas, Katalog izložbe, Metković, 1984.
- Gradska glazba Metković 1886. – 1986., Zagreb, 1986.
- Donjoneretvanski kraj Metković-Kardeljevo-Vrgorac, priručnik za učenike, Školska knjiga Zagreb, 1988.
- Metković na razglednicama, Metković, 1989.
- Metković na razglednicama II. izmijenjeno izdanje, Metković, 1990.
- Deltom Neretve i okolicom, turistički vodič, Zagreb,1990.
- Djelovanje ogranka Matice hrvatske u Metkoviću 1970./71., Metković, 1992
- Narona/Neretva, športska monografija, 1919. – 1994., Split, 1994.
- Donjoneretvanski kraj, priručnik za učenike, Školska knjiga, Zagreb, 1994.
- Spomendani iz prošlosti Donjega Poneretavlja, Split, 1996.,
- Borbe i stradanja Hrvata kotara Metkovića 1918. – 1945., Zagreb, 1997.
- Dvjestota obljetnica Osnovne škole u Opuzenu 1798. – 1998. Opuzen, 1998.
- Metković na razglednicama III. izmijenjeno i prošireno izdanje, Metković, 1998.
- Dalmacija – Južna Hrvatska, mala turistička monografija, Zagreb, 1998.
- Razvoj stručnog školstva u Metkoviću od 1948. do 1998., Metković, 1998.
- Gospodarski razvoj luke i trgovišta Metković 1850. – 1918., Metković, 2000.
- Kulturom protiv rata, Metković, 2001.
- Spomen knjiga poginulim Neretvanima u Domovinskom ratu, Metković, 2001.
- 40 godina rukometa u Metkoviću, Metković, 2003.
- Građanska škola u Metkoviću 1924. – 1944., Metković, 2005.
- Osnivanje i djelovanje HSS-a u Donjem Poneretavlju, Metković, 2005.
- Franz Ferdinand, Metković, 2006.
- Etnografska zbirka delte Neretve, Metković, 2006.
- Ulice, trgovi i mostovi grada Metkovića, Metković, 2007.
- Osnovna škola Stjepana Radića u Metkoviću 1845. – 2007., Metković, 2007.
- Niža realna gimnazija u Metkoviću (1944./45-1947./48.), Metković, 2007.
- Kazališni život u Metkoviću (1875. – 2008.), Metković, 2008.
- Sarajevska tragedija Sofije i Ferdinanda, Metković, 2010.
- Četrdeset godina djelovanja Ogranka Matice hrvatske u Metkoviću, Metković 2010.
- Partizanska i komunistička represija i zločini prema Hrvatima u Donjem Poneretavlju (nekadašnji kotar Metković) : 1941.-1990., Metković 2012.
- Humanitarni rad u Donjem Poneretavlju tijekom Domovinskog rata 1911. - 1995., Metković 2015.
- Tri rata - tri tragedije domobrana kotora Metkovića, Dubrovnik 2019.

## Vanjske poveznice
- Domagoj Vidović: Jedan život posvećen gradu – spomen na Ivana Jurića (likemetkovic.hr, objavljeno i pristupljeno 29. ožujka 2021.)